# فدراسیون بدمینتون ارمنستان
فدراسیون بدمینتون ارمنستان (ارمنی: Հայաստանի բադմինտոնի ֆեդերացիա) نهاد تنظیم‌کننده بدمینتون در ارمنستان می‌باشد که توسط کمیته المپیک ارمنستان اداره می‌شود و مقر آن نیز در شهر ایروان می‌باشد.